# Ketzberg
Ketzberg ist ein aus einer Hofschaft hervorgegangener Ortsteil in der bergischen Großstadt Solingen. Der Ort gliedert sich heute in Oben- und Untenketzberg, die aufgrund der baulichen Verdichtung nahtlos ineinander übergehen. 

## Lage und Beschreibung
Ketzberg befindet sich im östlichen Bereich des Stadtbezirks Gräfrath im Südosten der Gräfrather Altstadt. Der Ort liegt an den zur Wupper im Osten hin abfallenden Hängen östlich der Lützowstraße, die auf einem Höhenzug verläuft. Die beiden Straßen Ringelshäuschen und Obenketzberg zweigen von dieser Straße ab und führen nach Ketzberg. Bei Ketzberg entspringt der Ketzberger Bach, der den Höhenzug in Richtung der Wupper entwässert. Im Westen, an der Lützowstraße, befinden sich die evangelische Kirche Ketzberg sowie ein evangelischer Friedhof. Inmitten des in der Nachkriegszeit gewachsenen Ortes befinden sich bis heute einzelne historische Gebäude, von denen zwei Fachwerkhäuser unter Denkmalschutz stehen.
Benachbarte Orte sind bzw. waren (von Nord nach West): Unten zum Holz, Oben zum Holz, Friedenstal, Aue, Schafenhaus, Altenfeld, Fleußmühle, Külf, Rathland, Busch, Ringelshäuschen und Rauenhaus.

## Etymologie
In frühen Urkunden wird der heutige Ort als Kicenberch bezeichnet. Dies könnte für eine Ableitung des Wortes von (Reh-)Kitz sprechen.

## Geschichte
Ketzberg zählt zu den ältesten Bauernhöfen im Umfeld der ehemaligen Stadt Gräfrath. In Ketzberg befindet sich zwischen zwei Fachwerkhäusern noch eine alte Bauernburg aus Bruchstein, die den Namen Gemür (= Gemäuer) trägt und deren Bauzeit auf das 12. Jahrhundert datiert werden kann, die Wurzeln von Ketzberg liegen also mindestens in diesem Jahrhundert. Der Ort wird erstmals urkundlich im Heberegister des Stiftes Gerresheim als Kicenberch erwähnt, das unter der Äbtissin Guda (1218/1232) entstand. Im Heberegister wird außerdem als zweiter Zinspflichtiger ein Tirricus scerping genannt. Dies wird als Berufsbezeichnung gedeutet, nämlich als eine Art Metallarbeiter. Der Solinger Stadthistoriker Heinz Rosenthal vermutet hier ein frühes Zeugnis für die Solinger Industriegeschichte.:36f.
Im Jahre 1303 wird Ketzberg der Villikation des Oberhofs Lüntenbeck zugehörig erwähnt, deren Grundherr das Stift Gerresheim war. Ab dem Spätmittelalter bis in das 19. Jahrhundert war Ketzberg Titularort der Honschaft Ketzberg, ein unterer Verwaltungsbezirk des Kirchspiels Wald innerhalb des bergischen Amtes Solingen. Auch Ketzberg selbst gehörte dieser Honschaft an. In Urkunden wird in den Jahren 1312/31 ein Heydenricus de Kicenberch genannt. Seit mindestens Ende des 18. Jahrhunderts gab es in Ketzberg eine Hofschaftsschule. Das ursprüngliche Gebäude, ein kleiner Fachwerkbau mit zahlreichen Anbauten, steht noch heute in Untenketzberg.
In dem Kartenwerk Topographia Ducatus Montani, Blatt Amt Solingen, von Erich Philipp Ploennies aus dem Jahre 1715 ist der Ort mit einer Hofstelle verzeichnet und als Kezberg benannt. Die Topographische Aufnahme der Rheinlande von 1824 verzeichnet den Ort als Ketzberg, ebenso wie die Preußische Uraufnahme von 1844. In der Topographischen Karte des Regierungsbezirks Düsseldorf von 1871 ist der Ort ebenfalls als Ketzberg verzeichnet.
Nach Gründung der Mairien und späteren Bürgermeistereien Anfang des 19. Jahrhunderts gehörte Ketzberg zur Bürgermeisterei Gräfrath. 1815/16 lebten 148 Einwohner im Ort. 1830 lebten in Ober-Ketzberg 102 und in Unter-Ketzberg 62 Menschen. 1832 war der Ort weiterhin Teil der Honschaft (Ketz-)Berg innerhalb der Bürgermeisterei Gräfrath.  Der nach der Statistik und Topographie des Regierungsbezirks Düsseldorf als Hofstadt kategorisierte Ort besaß zu dieser Zeit zwei öffentliche Gebäude, 22 Wohnhäuser, neun Fabriken bzw. Mühlen und 32 landwirtschaftliche Gebäude. Zu dieser Zeit lebten 168 Einwohner im Ort, davon 26 katholischen und 142 evangelischen Bekenntnisses. Die Gemeinde- und Gutbezirksstatistik der Rheinprovinz führt den Ort 1871 mit 37 Wohnhäusern und 279 Einwohnern auf. Im Gemeindelexikon für die Provinz Rheinland von 1888 werden für den Ort 41 Wohnhäuser mit 307 Einwohnern angegeben.:S. 98 1895 besitzt der Ortsteil 48 Wohnhäuser mit 268 Einwohnern, 1905 werden 50 Wohnhäuser und 289 Einwohner angegeben.
Mit der Städtevereinigung zu Groß-Solingen im Jahre 1929 wurde Ketzberg ein Ortsteil Solingens. Das Fachwerkensemble um die alte Bauernburg steht seit dem Jahre 1984 unter Denkmalschutz.

## Bauwerke

### Gemür

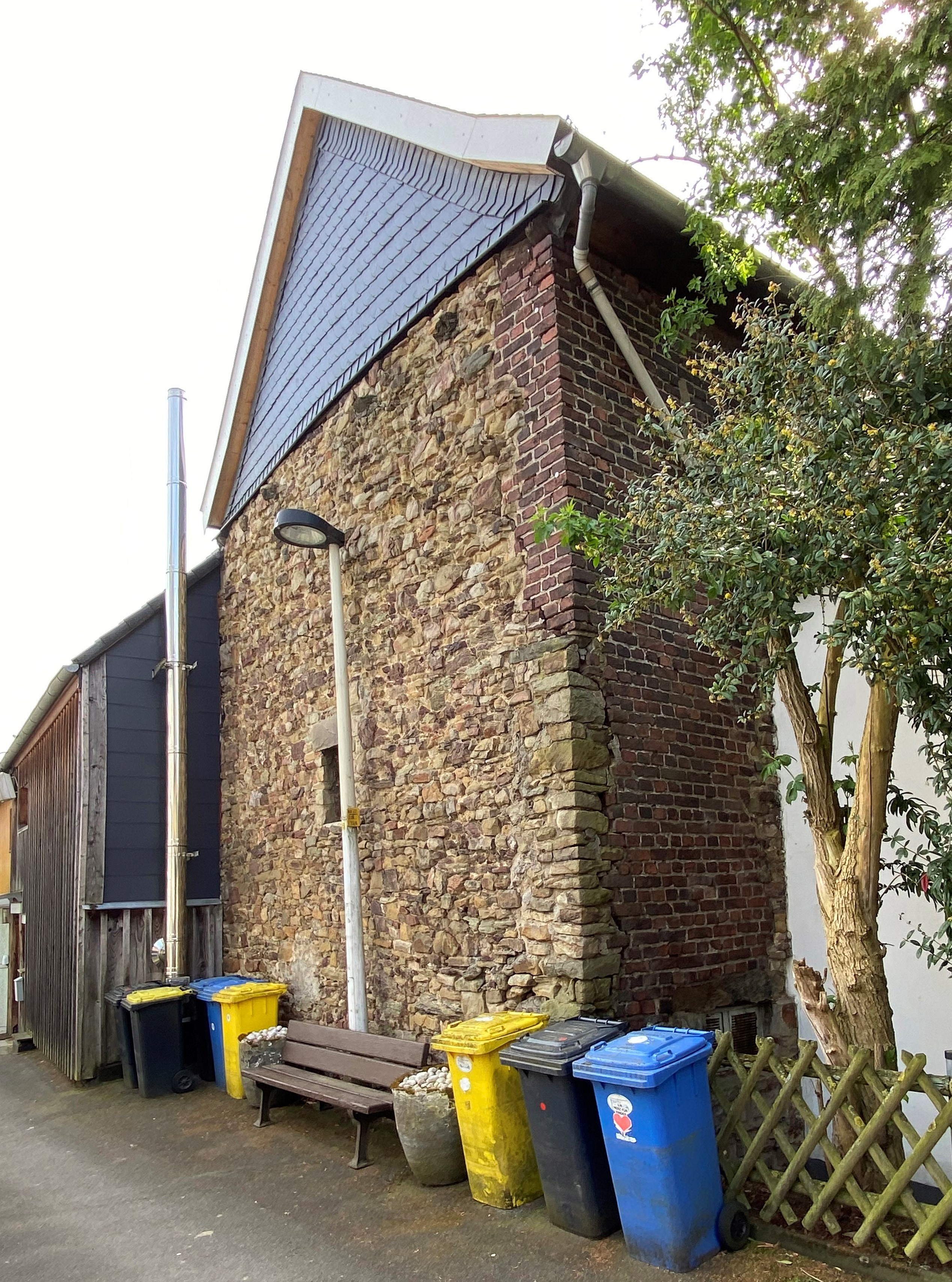
Fluchtburg Ketzberg

Die alte Fluchtburg aus dem 12. Jahrhundert, das sogenannte Gemür, befindet sich zwischen den Fachwerkhäusern Obenketzberg 31 und 33, die daran angebaut wurden. Es handelt sich um einen viereckigen, dreigeschossigen Bruchsteinturm mit einer Höhe von etwa 9 bis 10 Meter und teilweise einem Meter dicken Außenwänden. Wahrscheinlich wurde dieser von den Bewohnern der Hofschaft bei Gefahr, etwa durch herannahende Soldaten, als Unterschlupf genutzt. Vielleicht diente er auch als Ausguck. Bauernburgen waren im gesamten Bergischen Land nicht selten, auch in der nahen Hofschaft Paashaus soll sich angeblich bis um das Jahr 1900 eine solche befunden haben.

### Evangelische Kirche

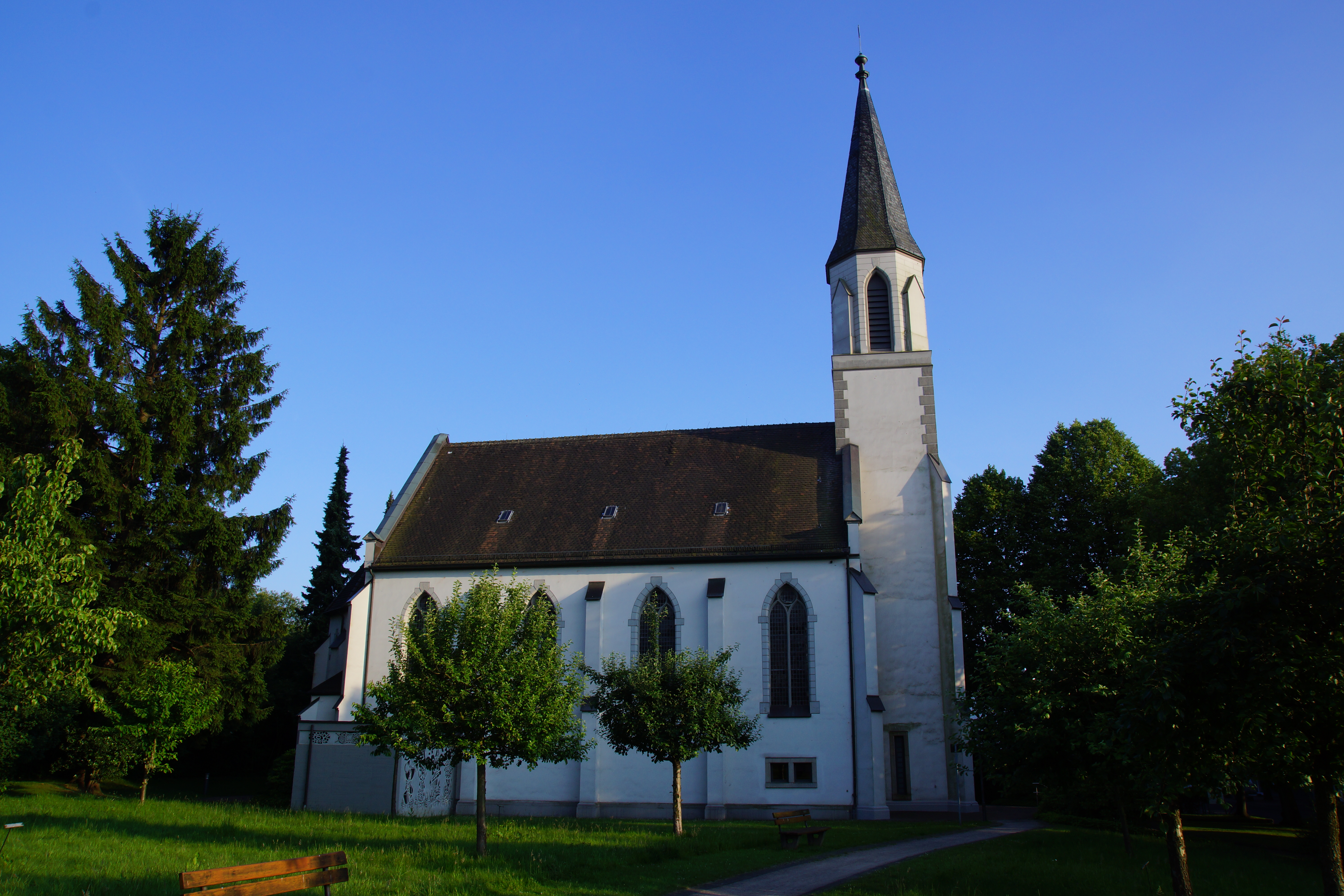
Ketzberger Kirche

Die evangelische Kirche Ketzberg befindet sich in Ringelshäuschen westlich von Ketzberg an der Lützowstraße, gegenüber der Einmündung der Tersteegenstraße, die bis 1935 auch den Namen Kirchstraße trug. Nördlich der Kirche befinden sich der evangelische Friedhof und die Friedhofskapelle. Die Grundsteinlegung der Kirche erfolgte am 18. Juni 1871, am 23. Oktober 1873 konnte das Bauwerk eingeweiht werden. Die Friedhofskapelle wurde im Jahre 1896 errichtet.